# Charlottenlund Strandpark
Il Charlottenlund Strandpark è un parco pubblico sul mare a Charlottenlund, nel comune di Gentofte, nella periferia nord di Copenaghen, in Danimarca. L'area è costituita da una spiaggia di sabbia bianca e ampi prati, che circondano il forte di Charlottenlund.

## Storia
L'origine del parco come spazio verde risale al 1622, quando il re Cristiano IV istituì il torneo Gentofte Dyrehave ved Stranden. L'area in seguito passò sotto l'amministrazione del "Gyldenlund", quello che ora è chiamato Charlottenlund Slot.
Nel 1886 la parte meridionale dell'area fu ceduta al Ministero della Difesa come parte della nuova difesa di Copenaghen verso il mare, includendo i bastioni del forte di Charlottenlund. L'area a nord fu affittata da Federico VIII che la rase al suolo e la utilizzò come area per la coltivazione di un orto connesso al palazzo di Charlottenlund.
L'area è diventata un parco pubblico sulla spiaggia nel 1932. Nel 1950 il parco è stato ristrutturato su progetto di Aksel Andersen, che è stato capo del dipartimento del parco comunale dal 1946 fino alla sua morte nel 1953.
Il parco della spiaggia dispone di servizi igienici, un chiosco e un ristorante sugli ex bastioni della fortezza. È presente anche un campeggio. Questo dispone di spazio per tende, roulotte e case mobili, ma non sono disponibili cabine. Dispone di bagni moderni, cucina, sala da pranzo e lavanderia.